# Suceso determinista
En estadística, un suceso determinista es un experimento o fenómeno que da lugar a un resultado cierto o seguro, es decir, la relación causa-efecto se conoce en su totalidad.
Son los hechos que llegan a ocurrir con seguridad y precisión aun antes de realizarlos, se puede saber a priori que es lo que sucederá. Por ejemplo, todos los fenómenos que siguen las leyes de la física clásica, como puede ser la caída de un cuerpo. Cuando un experimento o fenómeno no es determinista estamos ante un experimento aleatorio.